# Baro (Guinée)
Pour les articles homonymes, voir Baro (homonymie).
Baro est une ville et une sous-préfecture de Guinée, rattachée à la préfecture de Kouroussa et la région de Kankan. 

## Population
En 2016, le nombre d'habitants est estimé à 16 554, à partir d'une extrapolation officielle du recensement de 2014 qui en avait dénombré 15 514.

## Cinéma
- 1988 : Baro, le lac sacré réaliser par Cheik Doukouré